# エリザ (小惑星)
エリザ (956 Elisa) は小惑星帯に位置するV型小惑星である。ハイデルベルクのケーニッヒシュトゥール天文台でカール・ラインムートによって発見された。
ベスタ族と近い軌道を回るがベスタ族には含まれず、おそらくベスタに衝突が起こった時の欠片であると考えられている。
発見者の母エリザ・ラインムートにちなんで命名された。